# Cadours
Cadours (em occitano:  Cadors) é uma comuna francesa na região administrativa da Occitânia, no departamento do Alto Garona. Estende-se por uma área de 10.58 km², com 1.087 habitantes, segundo o censo de 2018, com uma densidade de 100 hab/km².